# MITO SettembreMusica
MITO SettembreMusica, fino al 2006 noto come SettembreMusica, è un festival di musica classica che si svolge annualmente a Milano e a Torino.
Si svolge nel mese di settembre.
Articolandosi nelle due città, è promosso dalla Città di Milano e organizzato dall'Associazione per il Festival Internazionale della Musica di Milano, per quanto riguarda l'area lombarda, mentre dal 2008 la parte torinese, organizzata dalla Città di Torino con il concorso della Fondazione Teatro Regio di Torino e dell'Unione musicale, si avvale della Fondazione per le Attività Musicali. A partire dal 2012 a Torino il festival è organizzato dalla Fondazione per la Cultura Torino, mentre dal 2016 il soggetto attuatore a Milano è la Fondazione I Pomeriggi Musicali.

## Storia
Ideato nel 1978 da Giorgio Balmas, all'epoca assessore per la cultura nella giunta guidata da Diego Novelli, il festival ha avuto come obiettivo quello di proporre nuovi spazi di fruizione della musica colta e di attrarre verso l'ascolto un pubblico sempre più ampio ed eterogeneo. Il festival è stato organizzato dalla Città di Torino, con la collaborazione della Fondazione Teatro Regio di Torino e dell'Unione musicale. 
La direzione artistica, a partire dal 1986, è stata affidata a Enzo Restagno e Roman Vlad, per poi passare, dal 2006, nelle mani del solo Restagno, il quale dall'anno successivo ha assunto la direzione dello stesso MITO SettembreMusica. L'edizione 2006 del festival ha registrato la presenza di oltre sessantamila persone. Nel 2009 nasce il Festival off MITOFringe/MITO per la città, che si svolge nelle strade, piazze, periferie, stazioni metropolitane e ferroviarie, ospedali, centri di accoglienza con spettacoli musicali tutti gratuiti. Nel 2016 la direzione artistica è stata affidata a Nicola Campogrande, che ha proposto un rinnovamento del festival con una scelta tematica annuale.
Nel 2024 la direzione artistica è stata affidata a Giorgio Battistelli.

## Gli artisti
Inizialmente dedicato alla musica classica e antica, negli ultimi anni il Festival ha accolto nel suo programma anche concerti jazz, pop, rock e di musiche extraeuropee, ospitando alcuni dei più autorevoli musicisti in campo internazionale. Dalla fondazione del Festival si sono avvicendati sul palco, tra gli altri, Claudio Abbado, Roberto Abbado, Salvatore Accardo, Africa Unite, Tony Allen, Laurie Anderson, Martha Argerich, Vladimir Aškenazi, Chet Baker, Daniel Barenboim, Cecilia Bartoli, Franco Battiato, George Benjamin, Stefano Bollani, Goran Bregović, Alfred Brendel, Dee Dee Bridgewater, Semyon Bychkov, Uri Caine, Vinicio Capossela, Riccardo Chailly, Myung-whun Chung, Billy Cobham, Ornette Coleman, Paolo Conte, Chick Corea, Carl Craig, Colin Davis, Vladimir Denissenkov, Dave Douglas, José Ramón Encinar, Kudsi Erguner, Ivano Fossati, Paolo Fresu, Diamanda Galás, Richard Galliano, Severino Gazzelloni, HK Gruber, Francesco Guccini, Natal'ja Gutman, Herbie Hancock, Gidon Kremer, Lang Lang, Jan Latham-Koenig, Ute Lemper, Nikolaj Luganskij, Lorin Maazel, Fiorella Mannoia, Mau Mau, Kurt Masur, Diego Matheuz, Neville Marriner, Bobby McFerrin, Brad Mehldau, Zubin Mehta, Riccardo Muti, Gianandrea Noseda, Gino Paoli, Murray Perahia, Michel Petrucciani, Maurizio Pollini, Massimo Ranieri, Enrico Rava, Lou Reed, Mstislav Rostropovič, Ryūichi Sakamoto, Esa-Pekka Salonen, Jordi Savall, Fazıl Say, Hanna Schygulla, John Scofield, Toni Servillo, Patti Smith, Jurij Temirkanov, Michael Tilson Thomas, Avion Travel, McCoy Tyner, Uto Ughi, Ornella Vanoni, Caetano Veloso, Cassandra Wilson e Krystian Zimerman.
Dal 1982 SettembreMusica ha iniziato a proporre in ciascuna edizione un programma monografico sui principali compositori contemporanei: Louis Andriessen, Luciano Berio, Pierre Boulez, Elliott Carter, Franco Donatoni, Henri Dutilleux, Sofja Gubajdulina, Hans Werner Henze, György Kurtág, György Ligeti, Peter Maxwell Davies, Olivier Messiaen, Luigi Nono, Arvo Pärt, Goffredo Petrassi, Steve Reich, Al'fred Šnitke, Salvatore Sciarrino, Tōru Takemitsu e Iannis Xenakis. Coerentemente con questa tradizione MITO SettembreMusica ha ogni anno in programma una serie di operazioni monografiche sui principali compositori contemporanei, quali Isang Yun (2007), Harrison Birtwistle (2008), Toshio Hosokawa (2009), Helmut Lachenmann e Wolfgang Rihm (2010). Nel 2011, in occasione dei festeggiamenti per i 150 anni dell'Unità d'Italia, sono stati commissionati brani a 13 compositori contemporanei: Salvatore Sciarrino, Fabio Vacchi, Louis Andriessen, Harrison Birtwistle, Francesco Antonioni, Michael Daugherty, Fabio Nieder, Toshio Hosokawa, Guo Wenjing, Matteo Franceschini, Arvo Pärt, Ivan Fedele e Pascal Dusapin.
Negli anni '90 sono state inoltre intraprese iniziative per promuovere la diffusione della musica etnica, ospitando in ciascuna edizione le musiche di un differente Paese, in particolare: Repubblica Centrafricana, Cina, regioni dell'Himalaya, Giava, Cambogia, Iran, Vietnam e la regione indiana del Kerala. Allo stesso modo, MITO SettembreMusica ha proposto monografie su argomenti quali Corea (2007), Il Viaggio Musicale dei Gitani (2008), Giappone (2009), Turchia (2010) e Haiti (2011).